# Norra Källskär
Norra Källskär är en ö i Finland. Den ligger i Finska viken och i kommunen Ingå i den ekonomiska regionen  Raseborg i landskapet Nyland, i den södra delen av landet. Ön ligger omkring 63 kilometer väster om Helsingfors.
Öns area är 3,1 hektar och dess största längd är 340 meter i öst-västlig riktning. Ön höjer sig omkring 10 meter över havsytan.